# Al-Kholood
Der Al-Kholood Club ist ein 1970 gegründeter saudi-arabischer Fußballverein mit Sitz in Ar Rass. Ab der Saison 2024/25 spielt der Verein in der  ersten Liga.

## Geschichte
Der Verein stieg 2017 in die Saudi Second Division, die dritte Liga des saudischen Fußballs, auf und wurde in ihrer ersten Saison Dritter. Dies war das erste Mal seit der Saison 1999/00, dass Al-Kholood Club in die dritte Liga aufstieg. In der Saison 2020/21 wurde der Verein Zweiter und berechtigte sich damit für den Aufstieg in die zweitklassige Saudi First Division, wo er mit Platz 8 die Klasse hielt.
Die Saison 2023–2024 begann nicht gut, da der Verein gezwungen war, den Trainer zu wechseln. Der Portugiese Fabiano Flora übernahm die Mannschaft. Unter seinem neuen Trainer erzielte Al-Kholood eine Serie von 14 aufeinanderfolgenden Siegen, die etwa vier Monate andauerte. Damit gelang dem Verein der Aufstieg von der Abstiegszone in die Nähe der Aufstiegsplätze. Nach einem 1:5-Sieg gegen Al-Safa erreichte der Verein mit Platz 3 die historisch beste Platzierung.

## Stadion
Die Heimspielstätte des Vereins ist das Ar Rass Stadium. Aufgrund eines anderen Erstligisten (Al-Hazem FC), der ebenfalls in diesem Stadion spielt, wird es alternativ als Al-Hazem Club Stadium bezeichnet und bietet Platz für 8000 Zuschauer.

## Name und Vereinswappen
Der Vereinsname Al-Kholood ähnelt dem deutschen Wort Alkohol, bedeutet aber Die Ewigkeit. Das ursprüngliche Vereinswappen ähnelt in seiner Form dem Wappen des englischen Fußballclubs Arsenal oder dem der irischen Nationalmannschaft. Es ist grün mit einem roten Rand und einem weißen Hintergrund. Im roten oberen Bereich steht „Al-Kholood“ und darunter in grün „Club“. Am unteren Rand des Schildes steht in einem roten Banner „Al Rass“, die Stadt des Vereins, sowie darunter in grün „1970“, das Gründungsjahr des Vereins. Zentral ist ein Fußball zu sehen, der dem Champions League Ball ähnelt.
Seit Juni 2024 verfügt der Verein über ein neues Wappen. Es ist schlicht und rund, mit einer Krone auf dem oberen Teil. Die Farbe ist wahlweise weinrot oder weiß und enthält ein zentrales Symbol, das eine Swastika ähnelt.

## Aktueller Kader
Stand: 14. Oktober 2024
| Nr. |                              | Position | Name                  |
| --- | ---------------------------- | -------- | --------------------- |
| 4   | Saudi-Arabien                | AB       | Jamaan Al-Dossari     |
| 5   | Nigeria                      | AB       | William Troost-Ekong  |
| 7   | Saudi-Arabien                | AB       | Sultan Al-Shahri      |
| 8   | Saudi-Arabien                | MF       | Abdulrahman Al-Safari |
| 9   | Komoren                      | ST       | Myziane Maolida       |
| 10  | Spanien                      | ST       | Álex Collado          |
| 11  | Saudi-Arabien                | ST       | Mohammed Sawaan       |
| 12  | Saudi-Arabien                | AB       | Hassan Al-Asmari      |
| 15  | Mali                         | MF       | Aliou Dieng           |
| 18  | Kongo Demokratische Republik | ST       | Jackson Muleka        |
| 19  | Saudi-Arabien                | AB       | Abdullah Al-Rashidi   |
| 22  | Saudi-Arabien                | ST       | Hammam Al-Hammami     |
| 23  | Slowakei                     | AB       | Norbert Gyömbér       |
| 24  | Saudi-Arabien                | AB       | Abdullah Al-Hawsawi   |

| Nr. |               | Position | Name                        |
| --- | ------------- | -------- | --------------------------- |
| 25  | Serbien       | ST       | Nikola Stojiljković         |
| 26  | Saudi-Arabien | ST       | Mazen Al-Harbi              |
| 27  | Saudi-Arabien | AB       | Hamdan Al-Shammrani         |
| 30  | Saudi-Arabien | TW       | Mohammed Mazyad Al-Shammari |
| 33  | Saudi-Arabien | TW       | Jassim Al-Oshbaan           |
| 34  | Brasilien     | TW       | Marcelo Grohe               |
| 36  | Saudi-Arabien | AB       | Ahmed Al-Hafith             |
| 39  | Saudi-Arabien | MF       | Nawaf Al-Shuweir            |
| 45  | Saudi-Arabien | MF       | Abdulfattah Asiri           |
| 70  | Saudi-Arabien | AB       | Mohammed Jahfali            |
| 96  | Frankreich    | MF       | Kévin N'Doram               |
| 99  | Saudi-Arabien | MF       | Majed Khalifa               |
|     | Saudi-Arabien | MF       | Farhah Al-Shamrani          |
|     | Saudi-Arabien | ST       | Bassem Al-Arini             |

## Bekannte Spieler
- Jiloan Hamad (2023)
- Samuel Armenteros (2023)